# ایان جانسون (بازیکن فوتبال ، زاده ۱۹۸۳)
ایان جانسون (انگلیسی: Ian Johnson؛ زادهٔ ۷ مارس ۱۹۸۳) بازیکن فوتبال اهل بریتانیا است.
از باشگاه‌هایی که در آن بازی کرده‌است می‌توان به باشگاه فوتبال ویگان اتلتیک، باشگاه فوتبال ساوتپورت، باشگاه فوتبال ای. اف. سی لیورپول، باشگاه فوتبال بارسکو، و باشگاه فوتبال مارین اشاره کرد.